# Estación Aráoz
Aráoz o Estación Aráoz es una localidad argentina ubicada en el departamento Leales de la provincia de Tucumán. Se encuentra en el cruce de las rutas provinciales 302 y 327. Se formó en torno a la estación Aráoz del Ferrocarril Mitre. La comuna con base en esta localidad también se denomina Estación Aráoz y Tacanas.

## Población
Contaba con 1315 habitantes (Indec, 2010), lo que representa un incremento del 7% frente a los 1225 habitantes (Indec, 2001) del censo anterior.
| Gráfica de evolución demográfica de Estación Aráoz entre 1991 y 2010 |
|                                                                      |
| Fuente: Censos nacionales del INDEC                                  |